# Mark Stetson
Mark A. Stetson  (* 1952) ist ein US-amerikanischer Spezialeffektkünstler, der 2002 für Der Herr der Ringe: Die Gefährten den Oscar in der Kategorie Beste visuelle Effekte erhielt. 

## Leben
Stetson besuchte von 1969 bis 1971 das Massachusetts Bay Community College. Danach studierte er von 1972 bis 1974 an der University of Bridgeport in Connecticut und von 1975 bis 1978 am Art Center College of Design in Pasadena Industriedesign. Nach seinem Abschluss lernte er ein Jahr Industriemodellbauer bei General Electric in Bridgeport. Im Jahr 1979 arbeitete er bei Star Trek: Der Film erstmals als Modellbauer für die Filmindustrie. Es folgten Die Klapperschlange und Blade Runner. In den 1980er Jahren wirkte er an verschiedenen Projekten als Leiter des Modellbaus mit. In dieser Zeit arbeitete er ebenfalls für die Boss Film Studios an Filmen wie Stirb langsam und Vibes – Die übersinnliche Jagd nach der glühenden Pyramide. 1985 wurde er für 2010: Das Jahr, in dem wir Kontakt aufnehmen für den Oscar in der Kategorie Beste visuelle Effekte nominiert.
Nach seinem Weggang bei den Boss Film Studios gründete er 1989 mit Stetson Visual Services sein eigenes Modellbau-Unternehmen, mit dem er an Filmen wie Die totale Erinnerung – Total Recall, Batmans Rückkehr und True Lies – Wahre Lügen arbeitete. 1995 schloss er seine Firma und arbeitete ab Juli 1995 als Visual Effects Supervisor bei Digital Domain für Das fünfte Element. In den folgenden Jahren arbeitete er für verschiedene auf Visuelle Effekte spezialisierte Unternehmen wie New Line Pictures, Century Fox, Disney und Sony Pictures Imageworks. Im Jahr 2002 erhielt er für Der Herr der Ringe: Die Gefährten zusammen mit Jim Rygiel, Randall William Cook und Richard Taylor den Oscar für Beste visuelle Effekte. Eine weitere Nominierung brachte ihm 2007 Superman Returns ein. Seit 2010 arbeitet er bei den Zoic-Studios als Leiter der Filmabteilung.

## Filmografie
- 1979: Star Trek: Der Film (Star Trek: The Motion Picture)
- 1981: Die Klapperschlange (Escape from New York)
- 1982: Blade Runner (Blade Runner)
- 1983: Der Stoff, aus dem die Helden sind (The Right Stuff)
- 1983: Projekt Brainstorm (Brainstorm)
- 1984: 2010: Das Jahr, in dem wir Kontakt aufnehmen (2010)
- 1984: Buckaroo Banzai – Die 8. Dimension (The Adventures of Buckaroo Banzai Across the 8th Dimension)
- 1984: Ghostbusters – Die Geisterjäger (Ghost Busters)
- 1986: Poltergeist II – Die andere Seite (Poltergeist II: The Other Side)
- 1986: Solarfighters (Solarbabies)
- 1986: Space Camp
- 1986: Staatsanwälte küßt man nicht (Legal Eagles)
- 1986: Der Knabe, der fliegen konnte (The Boy Who Could Fly)
- 1987: Masters of the Universe
- 1987: Monster Busters (The Monster Squad)
- 1988: Stirb langsam (Die Hard)
- 1988: Vibes – Die übersinnliche Jagd nach der glühenden Pyramide (Vibes)
- 1988: Die Galaxis der Gesetzlosen (Earth Star Voyager)
- 1990: Dick Tracy
- 1990: Edward mit den Scherenhänden (Edward Scissorhands)
- 1990: Die totale Erinnerung – Total Recall (Total Recall)
- 1991: Bugsy
- 1991: Das Leben stinkt (Life Stinks)
- 1992: Batmans Rückkehr (Batman Returns)
- 1992: Liebling, jetzt haben wir ein Riesenbaby (Honey I Blew Up the Kid)
- 1992: Small Soldiers (Toys)
- 1993: Die Coneheads (Coneheads)
- 1993: Matinée
- 1993: Trail Mix-Up
- 1994: Auf brennendem Eis (On Deadly Ground)
- 1994: Hudsucker – Der große Sprung (The Hudsucker Proxy)
- 1994: Shadow und der Fluch des Khan (The Shadow)
- 1994: True Lies – Wahre Lügen (True Lies)
- 1994: Clifford – Das kleine Scheusal (Clifford)
- 1994: Schiffsjunge ahoi! (Cabin Boy)
- 1995: Waterworld
- 1997: Das fünfte Element (The Fifth Element)
- 2000: Supernova
- 2001: Der Herr der Ringe: Die Gefährten (The Lord of the Rings: The Fellowship of the Ring)
- 2002: Der Herr der Ringe: Die zwei Türme (The Lord of the Rings: The Two Towers)
- 2002: Königin der Verdammten (Queen of the Damned)
- 2002: The Scorpion King
- 2003: 3 Engel für Charlie – Volle Power (Charlie's Angels: Full Throttle)
- 2003: Der Herr der Ringe: Die Rückkehr des Königs (The Lord of the Rings: The Return of the King)
- 2003: Peter Pan
- 2006: Superman Returns
- 2008: Mensch, Dave! (Meet Dave)
- 2009: Selbst ist die Braut (The Proposal)
- 2009: Surrogates – Mein zweites Ich (Surrogates)
- 2011: 30 Minuten oder weniger (30 Minutes or Less)
- 2011: Freunde mit gewissen Vorzügen (Friends with Benefits)
- 2011: Red Riding Hood – Unter dem Wolfsmond (Red Riding Hood)
- 2011: Straw Dogs – Wer Gewalt sät (Straw Dogs)
- 2011: The Grey – Unter Wölfen (The Grey)
- 2012: Lawless – Die Gesetzlosen (Lawless)
- 2012: Premium Rush
- 2012: Breaking Dawn – Biss zum Ende der Nacht, Teil 2 (The Twilight Saga: Breaking Dawn – Part 2)
- 2014: Big Eyes